# Таможенный кодекс Российской Федерации
Это статья о законе Российской Федерации, полностью утратившем силу с 1 октября 2011 года.
О действующем законе см. Таможенный кодекс Таможенного союза.
Таможенный кодекс Российской Федерации (ТК РФ) — недействующий с 1 июля 2010 года кодифицированный нормативный правовой акт, утверждённый Верховным советом Российской Федерации 18 июня 1993 года и действовавший до вступления в силу Таможенного кодекса Таможенного союза 1 июля 2010 года. При этом в 2003 году Государственной Думой была принята обновлённая редакция Таможенного кодекса Российской Федерации (федеральный закон от 28 мая 2003 года № 61-ФЗ), которая признала утратившими силу целый ряд положений старого кодекса, но не отменила его полностью.
Таким образом, до начала действия Таможенного кодекса Таможенного союза в России действовало одновременно два Таможенных кодекса, и положения одного дополнялись положениями другого. Полностью перестали действовать старый и обновлённый таможенные кодексы Российской Федерации 1 октября 2011 года, когда утратил силу пункт 1 статьи 357.10 (виды таможенных сборов) более нового кодекса.
Таможенный кодекс Российской Федерации определял правовые, экономические и организационные основы таможенного дела и был направлен на защиту экономического суверенитета и экономической безопасности Российской Федерации, активизацию связей российской экономики с мировым хозяйством, обеспечение защиты прав граждан, хозяйствующих субъектов и государственных органов и соблюдение ими обязанностей в области таможенного дела.

## История
Указом Президиума Верховного совета СССР от 5 мая 1964 года был утверждён Таможенный кодекс СССР, регулировавший государственную монополию внешней торговли и порядок осуществления внешнеторговых операций, перемещения грузов через границу СССР. ТК СССР начал действовать с 1 июля 1964 года.
В конце 1980-х годов, с начала перехода к рыночной экономике, Таможенный кодекс устаревал быстрее происходивших экономических преобразований и всё меньше отвечал требованиям нового времени. Так как внесение отдельных изменений в действующий кодекс уже не покрывало требующихся преобразований, в 1991 году Верховным советом СССР был утверждён новый Таможенный кодекс СССР, содержащий нормы ориентированные на развитие рыночной экономики.

Настоящий Кодекс в целях создания условий для коренного переустройства федеративных отношений, формирования рыночной экономики в рамках единого экономического пространства Союза ССР и роста внешнеэкономической активности республик, национально-территориальных образований, предприятий и организаций устанавливает принципы таможенного дела в СССР на основе единства таможенной территории, таможенных пошлин и таможенных сборов. Кодекс направлен на обеспечение соблюдения таможенными и иными государственными органами, а также предприятиями, организациями и гражданами прав и обязанностей в области таможенного дела.— преамбула Таможенного кодекса СССР 1991 года
Однако уже в конце того же года Советский союз прекратил своё существование, и формально кодекс регулировал правоотношения уже несуществующего государства. При этом внешний рынок России стал открытым для всех предприятий. Перед законодателями остро встал вопрос о необходимости разработки нового таможенного законодательства, соответствующего реальному положению дел как во внешнеэкономической сфере, так и во внутренней экономической политике.
Первая редакция Таможенного кодекса России была представлена на подпись Президенту Борису Ельцину в мае 1993 года. За основу брались нормы международных соглашений по таможенным вопросам. Однако законопроект был возвращён на доработку в Верховный Совет России. Повторное и уже успешное представление нового кодекса произошло спустя месяц, в июне 1993 года. Таможенный кодекс Российской Федерации был утверждён Верховным Советом и подписан президентом 18 июня 1993 года. Он состоял из 15 разделов, 64 глав и 456 статей.
К слову, Таможенный кодекс 1993 года был одним из первых крупных законодательных актов, принятых в современной России. На тот момент ещё не было Налогового и Гражданского кодексов, Кодекса об административных правонарушениях и даже Конституции РФ. Конституция вступила в силу лишь 25 декабря 1993 года.
Однако, несмотря на то, что новый Таможенный кодекс в большей степени соответствовал требованиям открытого внешнеэкономического рынка, его нормы способствовали созданию административных барьеров при перемещении товаров через границу. Так, Кодекс не был актом исключительно прямого действия, так как содержал свыше 80 отсылочных норм. При этом правом нормативного регулирования в таможенной сфере наделялось и Правительство РФ, и Государственный таможенный комитет. В отличие от международной практики, выпуск товаров был скорее разрешительным, чем уведомительным. Наконец, практически не регулировались сроки осуществления таможенными органами операций по таможенному контролю. Это привело к тому, что таможенное законодательство становилось непрозрачным и ориентированным в сторону таможенных органов, а не участников внешнеэкономической деятельности.
К тому же со временем стали выявляться нормы, противоречащие новому российскому законодательству. Например, в 1998 году Конституционным судом РФ была признана несоответствующей Конституции и отменена статья 266 кодекса, позволявшая таможенным органам конфисковать имущество тех лиц, которые не успели в установленные сроки пройти процедуры таможенного оформления, а в 2001 году по тому же основанию отменена вторая часть статьи 247. Не соответствовало складывающейся законодательной практике и то, что меры ответственности за нарушения таможенного законодательства были перечислены в самом Кодексе, тогда как в 2001 году начал действовать сводный Кодекс об административных правонарушениях в РФ.
С целью повышения прозрачности таможенного законодательства, в конце 1990-х годов началась работа над новой редакцией Таможенного кодекса РФ, и в ноябре 1999 года Государственной Думой в первом чтении был принят проект Федерального закона «О внесении изменений и дополнений в Таможенный кодекс Российской Федерации». Впоследствии законопроект дорабатывался на протяжении трёх лет и был принят Государственной Думой в окончательной редакции лишь в апреле 2003 года, а подписан Президентом РФ 28 мая того же года. Новый Таможенный кодекс содержал 6 разделов, 42 главы и 439 статьи. По мнению экспертов, новый кодекс существенно повышал эффективность таможенного регулирования в России.
Действовать Таможенный кодекс РФ 2003 года начал с 1 января 2004 года.
Новый кодекс не отменял полностью действие ТК РФ 1993 года, а только признавал утратившими силу часть его норм. Таким образом, с мая 2003 года и до середины 2010 года в России действовали одновременно два Таможенных кодекса. Постепенно нормы ТК 1993 года признавались утратившими силу, но отдельные сохраняли свою силу до образования Таможенного союза ЕврАзЭС в 2010 году и утверждения соответствующего Таможенного кодекса.
Прежнее таможенное законодательство окончательно утратило силу 1 октября 2011 года. К этому моменту таможенные вопросы уже регулировались Таможенным кодексом Таможенного союза (c 1 июля 2010 года) и принятым в его рамках Федеральным законом «О таможенном регулировании в Российской Федерации» (от 27.11.2010 № 311-ФЗ) и начавшего действовать с декабря 2010 года.